# Modèle des Big Five (psychologie)
Pour les articles homonymes, voir Big Five.
 (octobre 2011).
Si vous disposez d'ouvrages ou d'articles de référence ou si vous connaissez des sites web de qualité traitant du thème abordé ici, merci de compléter l'article en donnant les références utiles à sa vérifiabilité et en les liant à la section « Notes et références ».

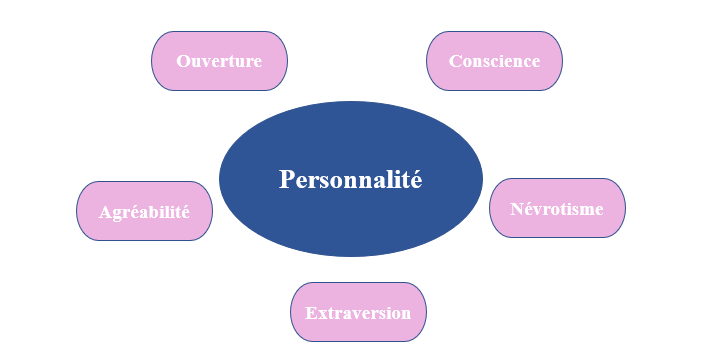
Le 5 traits du modèle de personnalité Big Five.

En psychologie, Big Five désigne un modèle descriptif de la personnalité en cinq traits centraux, empiriquement proposé par Lewis Goldberg (en) en 1981 puis développé par Costa et McCrae dans les années 1987-1992. Il constitue non une théorie mais un repère pour la description et l'étude théorique de la personnalité. Il a servi à établir les profils psychologiques utilisés pour influencer les élections américaines et le référendum qui a abouti au Brexit, dans le cadre du scandale Facebook-Cambridge Analytica/AggregateIQ.

## Définition
Le modèle est parfois appelé « modèle OCEAN », acronyme du nom de ses différentes dimensions.
- (O) Ouverture : appréciation de l'art, de l'émotion, de l'aventure, des idées peu communes ou des idées nouvelles, curiosité et imagination ;
- (C) Conscienciosité (conscience morale, virtus, c'est-à-dire vertu au sens romain) : autodiscipline, respect des obligations, organisation plutôt que spontanéité ; orienté vers des buts ;
- (E) Extraversion : énergie, émotions positives, tendance à chercher la stimulation et la compagnie des autres ;
- (A) Agréabilité (amabilité) : une tendance à être compatissant et coopératif plutôt que soupçonneux et antagonique envers les autres ;
- (N) Nevrotisme ou névrosisme : contraire de stabilité émotionnelle,  tendance à éprouver facilement des émotions désagréables comme la colère, l'inquiétude ou la dépression, vulnérabilité.

## Vision d'ensemble des Big Five

### Critères évalués

#### Ouverture à l'expérience
Les personnes qui obtiennent un résultat élevé se distinguent par leur caractère non conventionnel, créatif, intellectuel, curieux, et par leur imagination débordante. Elles aiment entendre des opinions nouvelles et inhabituelles. Les personnes obtenant un résultat faible sont conventionnelles, traditionnelles et n'apprécient pas les choses étrangères et qu'elles connaissent mal. Les activités intellectuelles les laissent de marbre et elles n'aiment pas être confrontées à des opinions et à des idées bizarres. Des études ont montré qu'un haut niveau d'ouverture à l'expérience pouvait être tout aussi bénéfique qu'un niveau plus bas, selon la tâche à accomplir. Les personnes possédant un haut niveau d'ouverture à l'expérience ont typiquement tendance à obtenir de meilleurs résultats dans les activités créatives ou dans la recherche, alors que des niveaux d'ouverture plus bas ont leurs avantages dans les domaines de la comptabilité, de la police et des ventes.

#### Conscienciosité
Les personnes qui obtiennent un résultat élevé sont bien organisées, travailleuses, disciplinées, efficaces, consciencieuses et ordonnées dans leur rapport aux choses et au temps. Les personnes possédant des résultats faibles sont distraites, désordonnées, ont du mal à trouver la motivation nécessaire à accomplir leur travail et leurs devoirs, ne sont pas gênées par l'inachèvement et le manque d'exactitude, et sont désorganisées en ce qui concerne leur environnement et leur emploi du temps. Néanmoins, les personnes possédant une faible conscienciosité sont souvent plus spontanées et enjouées, tandis qu'une grande conscienciosité peut prédisposer à l'addiction au travail et au perfectionnisme. 

#### Extraversion
Les personnes qui obtiennent un résultat élevé sont extraverties, vives, sociables, bavardes, sûres d'elles, joyeuses, et apprécient les interactions sociales. Les personnes obtenant un résultat faible sont réservées, calmes, effacées et moins dépendantes de la vie sociale. Dans le système des Big Five, l'extraversion est définie comme une activité tournée vers l'extérieur, et ne devrait pas être vue comme un « comportement prosocial. » L'extraversion ne décrit pas, par exemple, à quel point une personne se soucie sincèrement des autres. Elle prend seulement en compte le niveau général d'activité tournée vers l'extérieur. Les personnes introverties ne sont pas asociales, mais ont simplement moins besoin de stimulation et préfèrent passer plus de temps seules.

#### Agréabilité
Les personnes qui obtiennent un score élevé sont tolérantes, douces, gentilles, indulgentes, agréables, altruistes et obligeantes. Comme il est très important pour elles de bien s'entendre avec les autres, elles ont des opinions flexibles et répugnent à critiquer ou à juger. Les personnes dont l'agréabilité est faible sont sceptiques, têtues, querelleuses, intéressées et brusques. Les personnes dont l'agréabilité est faible ont aussi tendance à défendre bec et ongles leurs avis et leurs opinions, et à critiquer les autres. Les personnes dont l'agréabilité est élevée sont donc habituellement plus appréciées que les personnes dont l'agréabilité est faible. Néanmoins, l'agréabilité n'est pas toujours utile dans les situations qui demandent de prendre des décisions difficiles ou objectives. Des études ont montré qu'un faible degré d'agréabilité peut avoir de nombreux avantages pour les leaders et les avocats.

#### Névrosisme
Les personnes qui obtiennent un résultat élevé sont inquiètes, anxieuses, dépressives, complexées et vulnérables au stress et à la dépression. Les personnes qui obtiennent un résultat faible sont calmes, stables, sereines et peu sujettes à l'angoisse. Elles surmontent facilement la colère, le stress et la gêne. Un résultat faible en névrosisme semble donc être une situation enviable mais, cependant, les personnes qui obtiennent un faible résultat peuvent aussi se révéler trop insouciantes et trop enclines à sous-estimer les menaces potentielles de leur environnement.

### Signification pratique
Les Big Five ne classent pas les personnes en cinq catégories mais les évaluent cinq fois différemment : chacune d'entre elles est plus ou moins extravertie (E) ; et cela, sans préjuger si elles sont agréables ou non (A) ; et indépendamment de ces aspects relationnels, chacune d'entre elles est d'humeur plus ou moins égale (inverse du neuroticisme, N) ; et tout cela, sans préjuger de l'ouverture à la nouveauté, aux possibilités (O) ; et sans que tout ceci leur dise si elles sont consciencieuses ou non (C), qui est encore un autre aspect d'elles-mêmes.
Ces cinq dimensions constituent un minimum pour décrire dans son entier le caractère d'une personne, car les traits qu'ils désignent s'avèrent indépendants : la recherche montre que l'ouverture à l'expérience (O) d'une personne ne présume en rien de sa stabilité émotionnelle (ou son neuroticisme, N), que son degré d'extraversion (E) n'est lié ni à l'une ni à l'autre, pas plus que sa gentillesse (agréabilité, A) ou son caractère consciencieux (C) ; et car tout aspect perçu d'une personnalité est soit synonyme/antonyme d'un des 'Big Five' (comme scrupuleux, minutieux, de consciencieux (C), ou au contraire méchant, odieux, de agréable (A)), soit s'avère dans les faits lié à un ou plusieurs de ces cinq traits. Par exemple, il a été montré que le côté travailleur est positivement corrélé à de l'extraversion (E) plus de l'ouverture à l'expérience (O), mais plutôt antagoniste de l'agréabilité (A).
Par conséquent, je connais une personne si - et seulement si - je suis capable de la jauger sur chacun de ces cinq aspects ; si je ne sais rien de plus, alors j'ai d'elle une idée approximative, sans lacune majeure, une image entière mais floue : sur tout aspect de sa vie professionnelle et personnelle, sur ses rapports à l'argent, au travail, à la famille, au sexe, je peux me faire quelque idée plus ou moins (in)certaine parce que des a priori, des probabilités plus ou moins fortes ont été mesurées.

### Signification scientifique
Les Big Five ont une origine empirique, ils ont émergé de l'observation et de l'analyse statistique : dans l'ensemble des descriptions que des participants à une expérience donnent d'eux-mêmes ou d'autrui, tel qualificatif (par exemple, « expansif ») apparaît, est nié (« peu expansif », « pas du tout expansif ») ou accentué (« assez expansif », « très expansif ») de manière similaire ou opposée à tel autre (par exemple, « très énergique », « peu indépendant ») ; l'analyse statistique a mesuré ces liens et dégagé cinq groupes de qualificatifs.
Des ensembles équivalents sont obtenus à partir de descriptions proposant des comportements à coter (entre « pas du tout » et « tout à fait »), comme « Je remplis facilement mes heures de loisirs » ou « Je conserve dans tous les milieux mes manières habituelles ». Les Big Five sont en fait cinq termes, existants ou nouveaux (neuroticisme), qui désignent les centres de ces ensembles statistiques, qui les synthétisent.

### Applications et limites
Les Big Five servent de base à la recherche : un questionnaire standard, le NEO PI-R, permet de les mesurer dans de nombreuses langues, et toutes les questions « grand public » sur la personnalité ont fait l'objet d'études s'appuyant sur eux (voir ci-dessous la personnalité sous l'angle des Big Five).
Nombre de chercheurs néanmoins ont souligné les limites des Big Five. Ils sont légèrement redondants, et pas tout à fait complets. Ils restent à expliquer. Leur existence même est contestée : ils transparaissent dans des réponses subjectives à des questionnaires non dépourvus d'arbitraire, et pas dans toutes les langues. Ils n'excluent pas d'autres modèles à plus ou moins de facteurs. (voir ci-dessous Défauts)

## Description détaillée
Il faut distinguer les différents tests et faire preuve de précautions. Le NEO-PIR précise bien que des dimensions en intensité (plutôt beaucoup ou peu de névrosisme) sont mesurées par rapport à une norme. Une note faible en extraversion ne veut pas forcément révéler une introversion. Il faut faire attention lors de l'interprétation de tels tests. Une note faible peut révéler une dimension opposée ou une indifférence par rapport à cette dimension. C'est pourquoi il est toujours essentiel d'échanger avec la personne sur son positionnement quant à la dimension mesurée.

### Ouverture à l'expérience
L'ouverture à l'expérience distingue les personnes imaginatives et créatives des personnes terre-à-terre et conventionnelles. Une personne « ouverte » est curieuse intellectuellement, apprécie l'art, est sensible à la beauté. Elle est, plus qu'une personne « fermée », consciente de ses sentiments. Elle possède souvent des convictions peu conventionnelles et individualistes, même si ses actions se conforment à l'usage.
Une personne peu « ouverte » a plutôt des intérêts restreints, communs. Elle préfère le simple, le direct, l'évident au complexe, à l'ambigu, au subtil. Elle peut porter aux arts et aux sciences de la suspicion, considérant ces
activités comme abstruses ou sans utilité pratique. Elle préfère la familiarité à la nouveauté ; elle est conservatrice et hostile au changement. L'ouverture est corrélée fortement avec la créativité (mesurée par des tâches comme imaginer différents usages pour un objet). D'autre part, une personne « ouverte » donne l'impression d'être intelligente, car elle est curieuse et cultivée. Cependant, cette dimension est indépendante du quotient intellectuel. Cela signifie qu'une personne avec un fort QI peut avoir une ouverture faible et que son expertise sera centrée sur un domaine particulier. (v. ci-dessous La personnalité sous l'angle des Big Five).
Les psychologues associent souvent l'ouverture à une bonne santé mentale et à la maturité. Les styles de pensée « ouvert » et « fermé » ont pourtant chacun leur avantage dans un certain contexte : l'aspect intellectuel de la personne ouverte peut être bénéfique à un professeur, mais la recherche a montré qu'à une pensée fermée répondent de meilleures performances professionnelles dans la police, la vente et un certain nombre de services.

### Caractère consciencieux
La conscienciosité (conscience) décrit comment l'individu contrôle, régule et dirige ses impulsions. Les impulsions ne sont pas mauvaises en soi : occasionnellement des contraintes temporelles exigent une décision immédiate, et suivre notre élan premier peut être une réponse efficace ; et dans un contexte ludique ce peut être plus amusant.
Les individus impulsifs peuvent être perçus comme hauts en couleur, boute-en-train. Certains leur reprochent cependant de manquer d'ambition, de ne pas pouvoir compter sur eux et de ne pas savoir respecter les limites.
Les avantages d'un fort caractère consciencieux sont évidents. Les individus consciencieux évitent les ennuis et réussissent avec brio en cernant et planifiant leurs objectifs et en maintenant leur ligne de conduite. Ils sont également perçus positivement par autrui, comme intelligents et fiables. Côté négatif, ils peuvent être des perfectionnistes compulsifs et des bourreaux de travail. Des individus extrêmement consciencieux peuvent être considérés comme ternes et ennuyeux.

### Extraversion
L'extraversion est marquée par d'intenses interactions avec le monde extérieur. Les extravertis aiment être avec des gens, sont pleins d'énergie et ressentent souvent des émotions positives. Tournés vers l'action, ils tendent à se montrer enthousiastes et à vivement approuver les projets excitants. En groupe ils aiment parler, s'affirment et attirent l'attention à soi.
Les personnes ayant une extraversion basse sont moins exubérantes, ont un niveau d'énergie et d'activité moins élevé que la moyenne. Elles sont plutôt calmes, effacées, et moins dépendantes de la vie sociale. Leur peu d'engagement social ne doit pas être interprété comme de la timidité ou de la dépression ; l'introverti a simplement besoin de moins de stimulation que l'extraverti et de plus de temps pour recharger ses batteries.

### Agréabilité (amabilité)
L'agréabilité (amabilité) transparaît dans le désir de coopération et d'harmonie sociale. Les individus agréables portent de l'importance à la cohésion avec autrui et se montrent pleins d'égards, amicaux, serviables, généreux et prêts à transiger pour concilier leurs intérêts avec ceux des autres. Les personnes agréables ont aussi une vision optimiste de la nature humaine. Elles pensent que les gens sont foncièrement honnêtes, fiables, "bien".
Les individus non 'agréables' mettent leur intérêt personnel avant la cohésion avec autrui. Ils sont généralement peu soucieux du bien-être des autres et de ce fait peu enclins à faire un effort pour eux. Parfois leur scepticisme quant aux motivations d'autrui les rend soupçonneux, inamicaux, fermés à toute coopération.
Le caractère agréable est à l'évidence un avantage pour devenir et rester populaire. Les personnes agréables sont plus aimées que les personnes non agréables. D'un autre côté, le caractère agréable n'est pas favorable dans des situations qui requièrent des décisions dures ou absolument objectives. Les personnes non agréables peuvent faire d'excellents scientifiques, critiques, ou soldats.
Il faut éviter de rattacher au caractère agréable les termes "altruiste" et "égoïste" parce qu’"altruisme" est un terme en usage en biologie évolutionniste (sélection de parentèle) avec un sens fondamentalement différent de l'agréabilité.

### Névrosisme
Le névrosisme, auquel il est souvent référé par son opposé : la stabilité émotionnelle, désigne une disposition aux émotions négatives. Ceux dont les descriptions font état d'un fort névrosisme éprouvent facilement un sentiment négatif comme l'anxiété, la colère, la dépression. Ces personnes sont émotionnellement réactives : elles s'émeuvent plus que la moyenne face à des événements qui affectent peu ou pas la plupart des gens. Elles ont plus tendance à ressentir des situations ordinaires comme menaçantes, et des frustrations mineures comme plus difficiles à surmonter. Leurs réactions négatives durent plus longtemps, ce qui entraîne de la mauvaise humeur plus fréquente. Leurs émotions peuvent entraver leur capacité à raisonner, à prendre des décisions, à faire face aux situations stressantes.
À l'opposé, un faible névrosisme désigne des personnes calmes, émotionnellement stables, qui éprouvent plutôt rarement de l'humeur négative de manière persistante. Peu de sentiments négatifs n'est pas synonyme d'émotions positives fréquentes, c'est là une caractéristique de l'extraversion.

### Relations des dimensions entre elles
Beaucoup d'études font apparaître une corrélation négative entre extraversion et névrosisme : qui éprouve aisément des émotions négatives se montre moins
social, moins enclin au dialogue.

## Personnalité sous l'angle des Big Five
Les Big Five ont servi de base à l'étude des grandes questions sur la
personnalité : a-t-elle des racines biologiques, est-elle héréditaire, est-elle liée au sexe ou à l'intelligence, quel impact a sur elle la culture dans laquelle grandit et vit la personne, évolue-t-elle ?
Pour les chercheurs cependant, la question première est : de quelle manière les différences de personnalité, à situation égale, produisent des différences de conduite?

### Mesures par test au comportement observé
Dans un certain nombre de méta-analyses, des corrélations entre les mesures des Big Five et divers aspects du comportement peuvent être établies :
- performance professionnelle - le caractère consciencieux lui est associé, quel que soit le métier et quels que soient les critères d'évaluation[4], tandis que l'extraversion est un facteur positif dans les métiers impliquant beaucoup d'interactions, et l'ouverture plus spécialement pour les formateurs (Barrick et Mount, 1991, 1998) ;
- troubles de la personnalité - à chacune des dix catégories du Manuel Diagnostique et Statistique des troubles mentaux (DSM) correspond un profil unique sur les Big Five ; ces profils ont en commun un névrosisme élevé et une faible agréabilite (Saulsman et Page, 2004) ;
- habitudes de vie - le tabagisme, corrélé à un haut niveau de névrosisme et un bas niveau d'agréabilite et de caractère consciencieux ; l'écoute de différents styles de musique, très lié à l'ouverture.

### Personnalité et biologie
L'extraversion a été associée à une plus grande sensibilité du système dopaminergique mésolimbique aux gratifications (Depue & Collins, 1999).
Ceci explique en partie le fort taux d'émotions positives observées chez les extravertis, puisqu'ils ressentent plus intensément l'excitation d'une récompense. Cela suggère par ailleurs que l'apprentissage par renforcement serait plus efficace chez les extravertis, ce renforcement étant plus fort.
L'ouverture a été associée à l'activité du système dopaminergique ascendant et aux fonctions du cortex préfrontal dorsolatéral (De Young, Peterson et Higgins, 2005), zone du cerveau qui se trouve être particulièrement activée par les tests de QI.

### Hérédité
Chacun des cinq facteurs laisse apparaître une influence et des gènes et de l'environnement. Les études de jumeaux suggèrent que ces effets sont à peu près égaux (Kerry Jang, 1996).
L'ouverture a été trouvée héréditaire avec un facteur 0,4 (0 : pas d'hérédité, 1 : les enfants reproduisent exactement les valeurs des parents). L'accès aux études universitaires constitue un facteur environnemental positif.

### Personnalité et intelligence
L'intelligence est légèrement corrélée à l'ouverture (v. ci-dessus #Ouverture à l'expérience). Il se trouve que certaines propositions visant à mesurer l'ouverture sont aussi des éléments de mesure du quotient intellectuel (par exemple, « J'ai un vocabulaire riche »).

### Personnalité et culture
Les valeurs moyennes des Big Five dans différents pays varient en fonction de la culture, comme a pu le montrer la recherche en les mettant en rapport avec les traits culturels de Geert Hofstede : individualisme, différences de pouvoir, masculinité, évitement de l'incertitude. L'extraversion moyenne est plus élevée dans une société valorisant l'individualisme, alors qu'au sein d'une culture admettant des relations de pouvoir très inégalitaires, les gens montrent un caractère consciencieux quelque peu plus élevé.

### Développement et changement
Le début de l'âge adulte voit évoluer la personne en moyenne sur les cinq aspects, son agréabilité et son caractère consciencieux augmentant et son extraversion, son neuroticisme (névrosisme) et son ouverture à l'expérience diminuant.
Passés trente ans, la personnalité est stable en règle générale. Aussi bien les études longitudinales, qui suivent des personnes sur une longue période, que les données transversales, qui comparent différentes tranches d'âge, montrent une remarquable stabilité à l'âge adulte (McCrae et Costa, 1990). Cela ne signifie pas que la personne ne peut pas changer sur ces cinq aspects, de par les aléas de la vie ou le travail sur soi, mais que dans les faits la plupart des gens après trente ans ne changent guère.

## Défauts

### Valeur descriptive
Les Big Five ne sont pas totalement indépendants les uns des autres (relations des Big Five entre eux), donc une description qui évalue quelqu'un sur chacun d'eux est partiellement redondante.
Ils ne sont pas non plus totalement complets, non seulement les corrélations observées avec la religiosité, le caractère économe, l'honnêteté ou le caractère manipulateur, n'expliquent pas ces traits, mais certains termes relatifs à la personnalité ne semblent significativement corrélés à aucun d'eux : le snobisme, le sens de l'humour, la masculinité / féminité, l'identité, l'idée de soi, la motivation. Ce seraient des aspects moins apparents de la personnalité, ou plus dépendants du contexte, les Big Five indiquant des traits aisément observables chez un inconnu - de sorte qu'ils ont pu être appelés « psychologie de l'étranger » (McAdams, 1995).

### Faiblesses méthodologiques
La méthode utilisée pour mettre en évidence les Big Five, l'analyse factorielle, engendre plusieurs ensembles possibles de facteurs, mais les Big Five sont le seul ensemble reproduit dans des études variées. Toutefois, les données sur lesquelles s'applique cette analyse, les réponses à des questionnaires sur soi-même ou sur une connaissance, sont subjectives.
Beaucoup d'applications à la recherche se sont appuyées uniquement sur des auto-descriptions, et dans le cas d'études comparatives comme celles entre sexes et entre cultures (v. ci-dessus), les écarts observés pourraient refléter surtout des différences dans la façon de répondre aux questions.

## Regain d'intérêt, recherches en cours et à venir

### Regain d'intérêt
Un premier changement de paradigme tendant à faire mieux accepter du modèle à cinq facteurs est intervenu au début des années 1980. 
- En 1980 dans un symposium à Honolulu, quatre chercheurs (Lewis Goldberg, Naomi Takemoto-Chock, Andrew Comrey et John M. Digman) passent en revue les instruments de personnalité alors disponibles[5]. Le modèle à cinq facteurs tend alors à être accepté par les chercheurs étudiant la personnalité à cette époque[6]. On admet qu'il faut intégrer des variables personnelles et situationnelles/environnementales pour mieux rendent compte du comportement humain[7]. Les théories des traits ont accumulé des indices et preuves favorables à un regain d'intérêt du domaine[8].
- Dans les années 1980, Lewis Goldberg lance son propre projet lexical, portant à nouveau l'accent sur cinq grands facteurs[9] (qu'il dénommera ensuite les «Big Five»).
- En 1983, des expériences avaient montré que les prédictions des modèles de personnalité étaient mieux corrélées avec le comportement de la vie réelle dans des conditions émotionnelles stressantes, par opposition à l'administration d'enquête typique dans des conditions émotionnelles neutres[10]. En 1984, Peter Saville et son équipe ont inclus le modèle à cinq facteurs «Pentagone» avec l'OPQ original. Le Pentagone est suivi de près par l'inventaire de la personnalité à cinq facteurs NEO de Costa et McCrae (1985) mais la méthodologie de construction de l'instrument NEO a été critiquée[11].
- D'autres méthodologies ont ensuite émergé, semblant confirmer les théories de la personnalité mais généralement incapables de prédire des exemples uniques de comportement. On montre cependant qu'on peut prédire des modèles de comportement en agrégeant un grand nombre d'observations[12] (ce qui deviendra possible dans les années 2000 avec le Big data permis par le Web 2.0. L'étude des corrélations entre la personnalité et le comportement s'est pour cette raison considérablement accrue chez les psychologues de la personnalité et les psychologues sociaux, et l'idée qu'il existe bien une «personnalité» fait de plus en plus consensus[13].
- En 2016, Colin G. DeYoung et coll. testent comment 25 facettes peuvent être intégrées à la structure à 10 facteurs des traits au sein des Big Five. Des développeurs étudient le modèle Big Five et comment les cinq grands facteurs sont compatibles avec les 25 échelles de l'inventaire de la personnalité (PID-5) pour le DSM-5. DeYoung et coll. considère le PID-5 pour mesurer les traits au niveau des facettes[14].

### Utilisations politiques, militaires, secrètes, détournées ou illégales
Dans les années 2010, le principe des tests associé aux Big Five a notamment été utilisé par le Groupe SCL à des fins militaires et politiques puis, via ses filiales Cambridge Analytica et Aggregate IQ, à des fins partisanes politiques. 

Ces 3 sociétés, en grande partie financés et/ou créés par le milliardaire Robert Mercer (connu pour son soutien financier et stratégique aux républicains conservateurs et libertariens de droite notamment aux États-Unis et au Royaume-Uni) ont effectué, à leur insu, dont en volant les données personnelles de 47 millions de comptes Facebook, le « profilage psychographique » de millions de personnes, à des fins de publicité, propagande et manipulation des électeurs avant des élections, dans une vingtaine de pays, et notamment pour soutenir Ted Cruz, puis lors de l'élection présidentielle américaine de 2016 (qui a abouti à l'élection de Donald Trump) et lors du référendum sur l'appartenance du Royaume-Uni à l'Union européenne (qui a abouti au Brexit). Il est à l'origine du scandale Facebook-Cambridge Analytica/AggregateIQ. Ces 3 sociétés et leurs filiales se sont mises en faillite après le scandale, mais semblent s'être immédiatement reconstituées en un groupe dénommé Emerdata,,,.

### Personnalité sous l'angle des Big Five
Quel trait de la personnalité influence quoi dans la vie de l'individu ? La recherche continue d'étudier les relations entre Big Five d'une part, performance professionnelle et habitudes de vie d'autre part (v. ci-dessus #Mesures par test au comportement observé). Leur impact est mesuré sur les postes de direction, de vente, et une liste croissante d'autres métiers.
Cette lacune quant au développement de la personnalité (v. ci-dessus Développement et changement) durant l'enfance commence juste à être comblée avec en 2007 la publication d'un questionnaire adapté à cette tranche d'âge : le Five Factor Personality Inventory - Children (McGhee, Ehrler & Buckhalt, 2007). La recherche avait cependant déjà (1999, 2005) mis au jour des relations entre les Big Five et l'adaptation sociale et émotionnelle de l'enfant (Ehrler, Evans et McGhee, 1999), ainsi qu'avec les résultats scolaires (Ehrler, 2005).

### Questions en suspens
- La mise en évidence des Big Five ne semble pas universelle, peut-être faute d'un lexique assez varié ; les études ne trouvent par exemple pas aux Hongrois de facteur Agréabilité simple (Swirmak et De Raad, 1994), ou le trouvent mais pas d'autres facteurs (De Fruyt, McCrae, Szirmak et Nagy, 2004).

- Le modèle Big Five n'est pas exempt de préalables ou biais théoriques : les données traitées par analyse factorielle sont en partie un choix du chercheur : elles peuvent donner sept facteurs (Cloninger, Svrakic et Przybeck, 1993), ou dix-huit (Livesley et Jackson, 1986), ou seulement trois (CITE). Les ensembles à sept et dix-huit facteurs ont montré des forces et des faiblesses pour ce qui est de refléter des symptômes psychiques chez des sujets non hospitalisés (Bagby, Marshall, Georgiades, 2005) et chez des patients psychiatriques (De Fruyt, de Clercq, van de Wiele, van Heeringen, 2006).

- Les facteurs Big Five étant plus larges que les 25 échelles du PID-5, il y a désaccord dans la psychologie de la personnalité concernant le nombre de facteurs dans les Big Five. Selon DeYoung et al. (2016), "le nombre de facettes valides pourrait être limité uniquement par le nombre de traits dont on peut démontrer la validité discriminante[14]."

### Constat et explication
Les qualificatifs décrivant la personnalité se regroupent par corrélation. Ainsi est-il demandé quelle structure mentale peut sous-tendre, quel mécanisme peut rendre compte à la fois de la méticulosité et du sens de l'organisation, tous deux aspects du caractère consciencieux. Plusieurs théories tentent de l'expliquer, dont la Théorie de l'investissement social (TIS), et la Théorie des Cinq Facteurs (TCF) de Costa et McCrae.